# Karel Svolinský
Karel Svolinský (14. ledna 1896 Svatý Kopeček u Olomouce – 16. září 1986 Praha) byl český malíř, grafik, ilustrátor, typograf a tvůrce písma, scénograf a vysokoškolský pedagog.

## Život
V letech 1910–1916 se v Praze vyučil řezbářem. Ve studiu pokračoval od roku 1919 na UPŠ v Praze. U Štěpána Zálešáka studoval malbu a grafiku (1919–1921), u Bohumila Kafky sochu (1921). Po úrazu se zaměřil především na grafiku a nástěnnou malbu, kterou mezi lety 1922–1927 studoval u Františka Kysely. Od roku 1945 působil na téže škole jako vedoucí pedagog Speciálního ateliéru užité grafiky.

### Datace
- 1910–1916 : vyučil se řezbářství v Praze
- 1919–1921 : studium na Uměleckoprůmyslové škole u profesora Štěpána Zalešáka
- 1921 : studium sochařství na Uměleckoprůmyslové škole u profesora Bohumila Kafky
- 1922–1927 : studium grafiky a nástěnné malby na Uměleckoprůmyslové škole u profesora Františka Kysely
- 1924 : Národní cena za výtvarné umění
- 1945–1970 : působil jako pedagog na Vysoké škole uměleckoprůmyslové v Praze
- 1952 : Laureát státní ceny
- 1956 : zasloužilý umělec
- 1961 : národní umělec
- 1976: Řád práce
- 1977 : podepisuje tzv. Antichartu
- 2001 : velká retrospektivní výstava v Národní galerii v Praze .

## Dílo
Těžištěm jeho tvorby je kresba inspirovaná lidovými tradicemi, folklórem a přírodou. Kromě kresby se věnoval především volné, drobné (Ex libris) a užité grafice (plakáty, bankovky, známková tvorba), při jejíž tvorbě experimentoval s grafickými technikami. Typickou grafickou technikou je pro něj dřevoryt a dřevořez (související s jeho vyučením řezbářem). Vynikal také v knižní grafice a ilustraci. Navrhoval gobelíny, byl úspěšným scénografem a především autorem návrhů několika monumentálních realizací:
- 1930–1931: návrh vitráže pro rodovou kapli Schwarzenberků v Chrámu sv. Víta v Praze
- 1949–1954: návrh nové podoby Olomouckého orloje ve stylu socialistického realismu (ve spolupráci se svou manželkou, sochařkou Marií Svolinskou[3]; na realizaci se podílel také sochař Olbram Zoubek)

Scénografické výpravě se věnoval od roku 1940, kdy jej pozval do Národního divadla v Praze dirigent Václav Talich k realizaci Dvořákova Jakobína. Později pohostinsky realizoval výpravy převážně pro český operní repertoár jak v Praze, tak ve Státním divadle v Brně, v Olomouci, Plzni a dalších městech. Pohostinsky připravil výpravu Janáčkovy Její pastorkyně i pro Vídeňskou státní operu (1968).

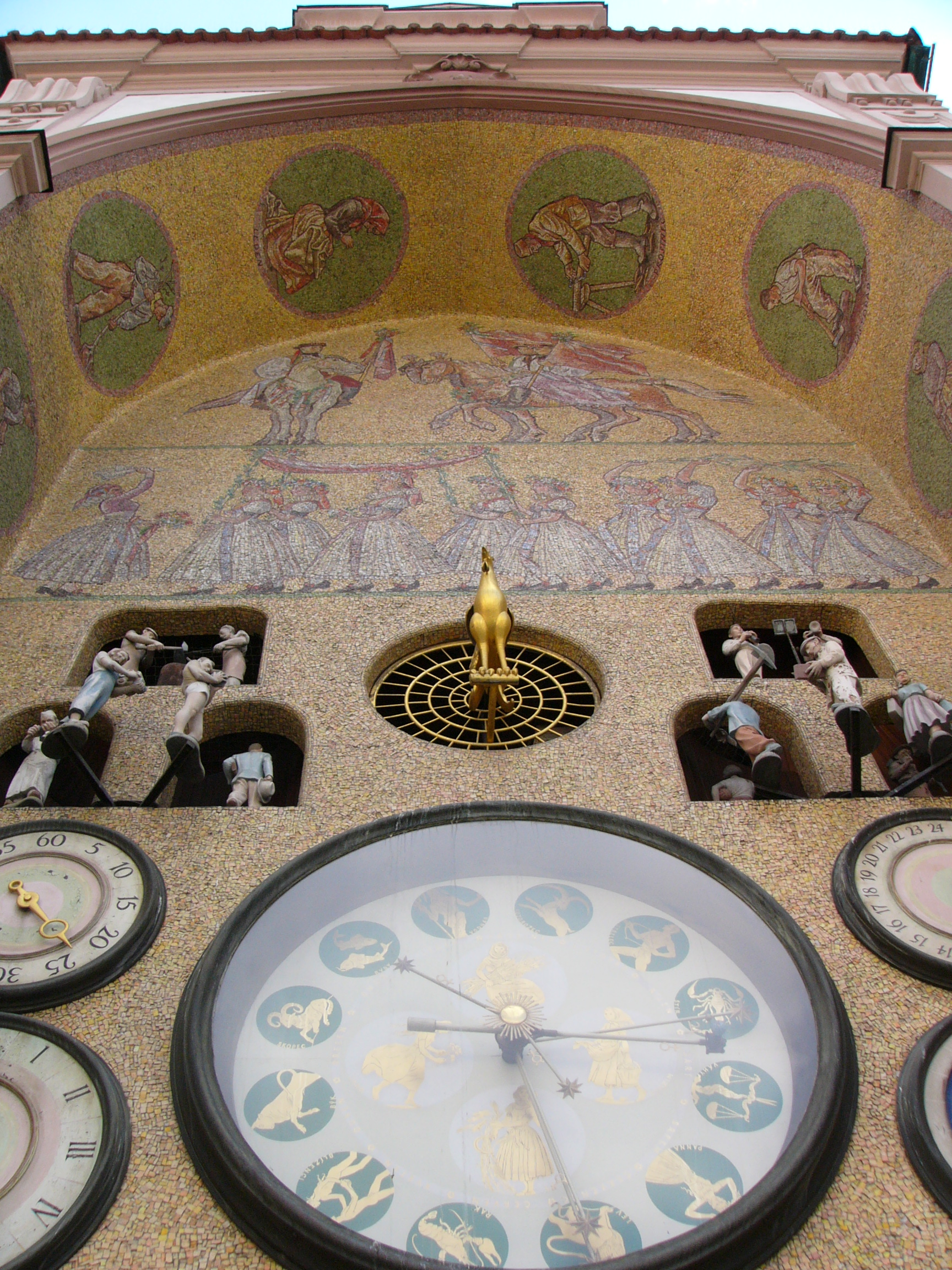
Detail výzdoby Olomouckého orloje podle návrhu Karla Svolinského

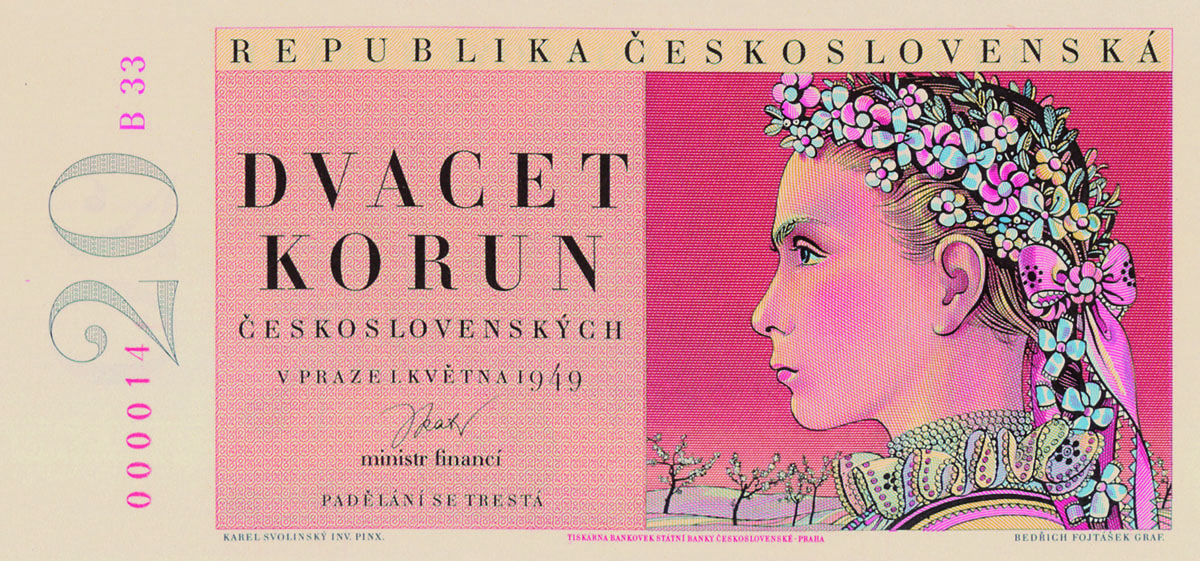
Bankovka K. Svolinského

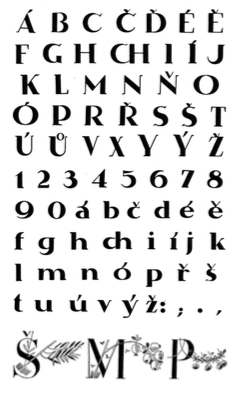
Abeceda vytvořená roku 1924 pro tisk Máchova Máje včetně iniciál

Ilustroval celou řadu knih (k nejznámějším patří např. čtyřsvazková publikace Český rok Karla Plicky a Františka Volfa, 1944–1960) a obálek hudebnin (např. B. Smetany, L. Janáčka, Z. Fibicha). Roku 1925 byl vystaven jeho slavnostní tisk Máchova Máje (pro nějž navrhl původní typografické písmo a vytvořil celou řadu ilustrací) na Mezinárodní výstavě dekorativního umění v Paříži. Po tomto úspěchu vydal u anglické firmy Monotype svůj skript Wenceslas (1933). Zabýval se též tvorbou plakátů, poštovních známek, exlibris, bankovek aj. Vytvořil i celou řadu barevných vitráží, mozaik a maleb na sklo. Od roku 1935 byl členem SVU Mánes a čestným členem SČUG Hollar.
V roce 1986 k jeho 90. narozeninám vydal Albatros knihu Kolik je na světě krás, kterou napsal František Nepil a ilustroval právě Karel Svolinský.
Je považován za pokračovatele mánesovsko – alšovské tradice v českém výtvarném umění.